# Hvalvík
Hvalvík (IPA: [ˈkvalvʊik], danska: Kvalvig) är en ort på Färöarna, belägen på ön Streymoy i änden av en dal på östsidan av ön, avskild från grannbyn Streymnes av ån Stórá. Platsen har uråldriga valfångsttraditioner, och är första gång nämnd i Hundbrevet från slutet av 1300-talet. Hvalvík var tidigare centralort i Hvalvíks kommun, tills kommunen vid kommunreformen 2005 gick in i Sunda kommun. Vid folkräkningen 2015 hade Hvalvík 247 invånare.

## Befolkningsutveckling
| Befolkningsutvecklingen i Hvalvík 1985–2015 | Befolkningsutvecklingen i Hvalvík 1985–2015 | Befolkningsutvecklingen i Hvalvík 1985–2015 | Befolkningsutvecklingen i Hvalvík 1985–2015 | Befolkningsutvecklingen i Hvalvík 1985–2015 |
| ------------------------------------------- | ------------------------------------------- | ------------------------------------------- | ------------------------------------------- | ------------------------------------------- |
|                                             |                                             |                                             |                                             |                                             |
| År                                          |                                             |                                             | Folkmängd                                   |                                             |
| 1985                                        | 1985                                        |                                             | 189                                         |                                             |
| 1990                                        | 1990                                        |                                             | 199                                         |                                             |
| 1995                                        | 1995                                        |                                             | 153                                         |                                             |
| 2000                                        | 2000                                        |                                             | 189                                         |                                             |
| 2005                                        | 2005                                        |                                             | 212                                         |                                             |
| 2010                                        | 2010                                        |                                             | 218                                         |                                             |
| 2015                                        | 2015                                        |                                             | 247                                         |                                             |
|                                             |                                             |                                             |                                             |                                             |